# جون كوبر كلارك
جون كوبر كلارك (بالإنجليزية: John Cooper Clarke)‏ هو مغني وكاتب وشاعر بريطاني، ولد في 25 يناير 1949 في سالفورد في المملكة المتحدة.

## وصلات خارجية
- الموقع الرسمي
- جون كوبر كلارك على موقع IMDb (الإنجليزية)
- جون كوبر كلارك على موقع ميوزك برينز (الإنجليزية)
- جون كوبر كلارك على موقع قاعدة بيانات الأفلام السويدية (السويدية)
- جون كوبر كلارك على موقع أول ميوزيك (الإنجليزية)
- جون كوبر كلارك على موقع ديسكوغز (الإنجليزية)
- جون كوبر كلارك على موقع قاعدة بيانات الفيلم (الإنجليزية)
- جون كوبر كلارك على موقع كينوبويسك (الروسية)